# Guido Schiefen
Guido Schiefen (* 12. April 1968 in Hennef) ist ein deutscher Cellist und Hochschullehrer.

## Leben und Wirken
Guido Schiefen wuchs in Eitorf auf. Er studierte bei Alwin Bauer an der Musikhochschule Köln und absolvierte außerdem Meisterkurse u. a. bei Maurice Gendron in Paris und Jan Polasek in München. 1988 erhielt er das Stipendiat der Studienstiftung des deutschen Volkes.
Schiefen war Preisträger im Rahmen verschiedener Wettbewerbe u. a. 1980 bei Jugend musiziert.  1988 erhielt er vom Kölner Verlags- und Musikhaus Tonger den 1. Preis für Kammermusik. 1990 war er Preisträger beim Internationalen Tschaikowski-Wettbewerb in Moskau und erhielt 1992 den Förderpreis des Landes Nordrhein-Westfalen für Musik.
Schiefen konzertierte international als Solist sowie als Kammermusiker mit Künstlern wie Saschko Gawriloff, Alfredo Perl, Bernd Glemser, Ingolf Turban, Hartmut Rohde, Dieter Klöcker, András Adorján, Dietrich Henschel, Juliane Banse, Lars Vogt, Irwin Gage und Božo Paradžik sowie u. a. mit dem Märkl-Quartett, dem Nomos-Quartett und dem Auryn Quartett.
Schiefen ist künstlerischer Leiter des Rhein-Sieg Kammermusikfestival. Seit Herbst 2008 lehrt er als Professor in der Schweiz an der Hochschule Luzern Musik und gibt zudem international Meisterkurse.
Er spielte zahlreiche Aufnahmen mit Werken klassischer und zeitgenössischer Komponisten ein.

## Diskografie (Auswahl)
- Johann Sebastian Bach: Cello-Solosuiten, Arte Nova / BMG
- Zoltán Kodály: Sonate op. 8 für Cello solo, Duo op. 7 für Cello + Violine (mit Axel Strauß), OEHMS-Classics
- Max Reger: Solosuiten op. 131c Nr. 1,2,3, OEHMS-Classics
- Max Reger: Solosuite Nr. 1 G-Dur, Contempora
- Michael Gregor Scholl: Pentotita für Violoncello solo „col legno“